# Am Ende der Reise
Am Ende der Reise (Originaltitel: Journey’s End) ist die 20. Folge der siebenten Staffel der US-amerikanischen Science-Fiction-Fernsehserie Raumschiff Enterprise – Das nächste Jahrhundert. Sie wurde in den Vereinigten Staaten über Syndication vermarktet und erstmals am 28. März 1994 auf verschiedenen Fernsehsendern ausgestrahlt. In Deutschland war sie zum ersten Mal am 19. Juli 1994 in einer synchronisierten Fassung auf Sat.1 zu sehen.

## Handlung
Im Jahr 2370 bei Sternzeit 47751.2 trifft die Enterprise bei Sternenbasis 310 ein. Dort kommt Admiral Nechayev an Bord und informiert Captain Picard, dass sich die Föderation und die Cardassianer endlich auf einen Grenzverlauf zwischen ihren Territorien geeinigt haben. Dadurch werden einige bisherige Föderationskolonien den Cardassianern zugeschlagen und umgekehrt. Die jeweiligen Bevölkerungen sollen umgesiedelt werden. Die Enterprise soll die Kolonisten auf Dorvan V evakuieren. Picard betrachtet dies als eine sehr problematische Aufgabe, denn Dorvan V wird von nordamerikanischen Indianern bewohnt. Diese wurden im Laufe ihrer Geschichte schon mehrfach dazu gezwungen, ihre Heimat zu verlassen und nun soll dies offenbar erneut geschehen. Nechayev versteht seine Bedenken, erwidert allerdings, dass ihnen bereits bei ihrer Ansiedelung klar war, dass die Cardassianer Anspruch auf den Planeten erheben.
Neben Nechayev kommt noch ein weiterer Gast an Bord: Wesley Crusher, der Sohn von Schiffsärztin Beverly Crusher, der inzwischen seit drei Jahren die Sternenflottenakademie besucht. Die Besatzung freut sich, ihn wiederzusehen, doch Wesley selbst ist weit weniger enthusiastisch. Er bezieht ein Gästequartier, statt bei seiner Mutter zu wohnen und bei einem Rundgang im Maschinenraum äußert er deutliche Geringschätzung für einige Verbesserungen von Chefingenieur Geordi La Forge. Als seine Mutter ihn zur Rede stellt, wird Wesley wütend und erklärt, er sei es leid, ständig anderer Leute Erwartungen erfüllen zu müssen.
Auf Dorvan V erklärt Picard dem Stammesrat die Situation. Der Anführer Anthwara entgegnet, dass er und seine Leute nicht die Absicht haben, Dorvan V zu verlassen, denn nicht nur die Umweltbedingungen seien ausschlaggebend gewesen, sondern auch weniger greifbare Gründe. Die Berge, die Flüsse und der Himmel haben sie willkommen geheißen, daher betrachten sie den Planeten nun als ihre Heimat. Picard vertagt die Diskussion und lädt die Kolonisten auf die Enterprise ein. Dort bekräftigt Anthwara seine Ansicht und erklärt, sein Volk habe sich bei der Suche nach einer neuen Heimat von den Geistern seiner Vorfahren leiten lassen. Anthwara ist neugierig, auch mehr über Picards Vorfahren zu lernen. Wesley entschuldigt sich bei seiner Mutter und macht kurz darauf die Bekanntschaft eines Indianers namens Lakanta, der behauptet, er habe Wesleys Besuch bereits vor zwei Jahren in einer Vision gesehen.
Auf der Planetenoberfläche lädt Lakanta Wesley in das Habak ein, einen zeremoniellen Raum, wo Wesley ebenfalls eine Vision erfahren soll. Mit Lakantas Führung erscheint ihm schließlich sein verstorbener Vater. Er verkündet, dass er stolz auf das ist, was Wesley bisher erreicht hat, doch er bittet seinen Sohn, nicht mehr länger den gleichen Weg wie er zu verfolgen, sondern seinen eigenen einzuschlagen. Wesley wird dadurch klar, dass er die Sternenflotte verlassen muss.
Anthwara hat inzwischen recherchiert und herausgefunden, dass Picard einen Vorfahren namens Javier Maribona Picard hat, der nach dem Pueblo-Aufstand von 1680 als spanischer Soldat an der gewaltsamen Vertreibung von Indianern im späteren New Mexico beteiligt war. Anthwara ist überzeugt, der eigentliche Grund, warum Picard hierher geschickt wurde, sei es, diesen Blutfleck auf seiner Familiengeschichte abzuwaschen. Nach dieser Unterredung taucht unerwartet eine Gruppe Cardassianer auf. Ihr Anführer Gul Evek hatte erwartet, dass die Evakuierung bereits abgeschlossen sei und sie nun die zurückgelassenen Gebäude inspizieren könnten. Picard verlangt, dass die Kolonisten bis zum offiziellen Übergabetermin des Planeten in Ruhe gelassen werden. Da von der Sternenflotte keine weitere Hilfe gegen die Cardassianer zu erwarten ist, sieht sich Picard gezwungen, die Umsiedelung zu beschleunigen und die Kolonisten notfalls gegen ihren Willen zu evakuieren. Er lässt Sicherheitschef Worf heimlich einen Sicherheitsperimeter abstecken, um die Kolonisten möglichst schnell auf die Enterprise zu beamen. Als Wesley dies bemerkt, verrät er den Plan. Die Kolonisten werden wütend und zwingen Worf und seine Leute zum Abzug.
Picard stellt Wesley zur Rede. Er hat Verständnis dafür, dass Wesley die Umsiedelung moralisch für falsch hält, verlangt aber von ihm, dass er Befehle befolgt. Wesley offenbart daraufhin Picard und seiner Mutter seine Entscheidung, die Sternenflotte zu verlassen. Seine Mutter versucht zunächst, ihn umzustimmen, hat dann aber ein Einsehen, denn bereits vor über sechs Jahren hatte ein geheimnisvoller Fremder, den die Besatzung der Enterprise nur als „den Reisenden“ kennt, prophezeit, dass Wesley zu höherem berufen ist als einer gewöhnlichen Offizierslaufbahn.
Auf Dorvan V eskaliert derweil die Situation, als mehrere Cardassianer als Geiseln genommen werden. Picard und Evek beamen sofort auf die Oberfläche, um die Situation zu entschärfen. Auch Wesley begibt sich wieder auf den Planeten. Als ein Feuergefecht ausbricht, will Wesley dieses verhindern und zu seiner Überraschung gelingt es ihm, die Zeit einzufrieren. Alles steht still und der einzige, der sich noch bewegt, ist Lakanta. Er gibt sich Wesley jetzt als der Reisende zu erkennen und beglückwünscht ihn dazu, dass er eine neue Ebene der Existenz erreicht hat. Unter der Anleitung des Reisenden kann er von jetzt an Reisen durch Raum und Zeit unternehmen. Wesley wirft einen letzten Blick auf die Kolonisten, doch der Reisende meint, deren Schicksal läge in ihren eigenen Händen.
Evek entscheidet, seine Truppen zurückzuziehen. Im Krieg gegen die Föderation hat er zwei seiner drei Söhne verloren. Er will daher keinen neuen Krieg riskieren und setzt lieber auf Verhandlungen. Schließlich wird eine Einigung getroffen: Die Kolonisten können auf Dorvan V bleiben; dafür müssen sie aber ihre Föderationsbürgerschaft aufgeben und unterstehen fortan der Cardassianischen Union. Anthwara zeigt sich zufrieden mit Picards Verhalten und meint, der Blutfleck auf seiner Familiengeschichte sei nun abgewaschen. Wesley verabschiedet sich von seiner Mutter und seinen Freunden auf der Enterprise und bricht dann zu neuen Abenteuern mit dem Reisenden auf.

## Verbindungen zu anderen Star-Trek-Produktionen
Die Handlung von Am Ende der Reise nimmt Bezug auf mehrere frühere Folgen von Raumschiff Enterprise – Das nächste Jahrhundert:
- Die Figur des Reisenden und Wesleys besondere Begabung, die von ihm entdeckt wird, wurden in Folge 1.06 (Der Reisende) eingeführt.
- Der Konflikt zwischen der Föderation und den Cardassianern und ihre Bemühungen um einen dauerhaften Frieden wurden in Folge 4.12 (Der Rachefeldzug) eingeführt.
- Deanna Troi beweist hier gute Kenntnisse über die frühe Geschichte Nordamerikas. Bereits in Folge 6.08 (Eine Handvoll Datas) war etabliert worden, dass sie ein Fan des Wilden Westens ist.
- Das schwierige Verhältnis zwischen Picard und Nechayev bei ihren früheren persönlichen Treffen in den Folgen 6.10 (Geheime Mission auf Celtris Drei, Teil I) und 6.26 (Angriff der Borg, Teil I) wird thematisiert.
- Wesley erwähnt gegenüber La Forge einen Dr. Vassbinder. Dieser wurde bereits in Folge 6.25 (Gefangen in einem temporären Fragment) von Raumschiff Enterprise – Das nächste Jahrhundert von Deanna Troi erwähnt. Er ist nach einem ehemaligen Lehrer von Brannon Braga benannt.

Einige Elemente aus dieser Folge wurden in späteren Star-Trek-Produktionen wieder aufgegriffen:
- Der Friedensvertrag, der zwischen der Föderation und den Cardassianern geschlossen wird, führt zur Einrichtung der Demilitarisierten Zone an der Grenze der beiden Mächte. Die Unzufriedenheit der dort lebenden Siedler mit dem Abkommen und vor allem mit dem neuen Grenzverlauf führt wenig später zur Entstehung der Widerstandsorganisation Maquis, die im weiteren Verlauf von Raumschiff Enterprise – Das nächste Jahrhundert und vor allem in den beiden Serien Star Trek: Deep Space Nine und Star Trek: Raumschiff Voyager eine wichtige Rolle einnehmen wird.
- In der Planungsphase der 1995 gestarteten Serie Star Trek: Raumschiff Voyager war der Planet Dorvan V von Jeri Taylor als der Heimatplanet der Hauptfigur Chakotay angedacht gewesen, doch letztlich wurde der Planet innerhalb der Serie nie erwähnt.
- Das Thema Zwangsumsiedelung spielt auch eine zentrale Rolle im Spielfilm Star Trek: Der Aufstand von 1998.
- Wesley Crushers weiteres Leben als Reisender wird in Folge 2.10 (Abschied) von Star Trek: Picard aus dem Jahr 2022 und in der zweiten Staffel der animierten Serie  Star Trek: Prodigy von 2024 thematisiert.

## Produktion

### Drehbuch
Die grundlegende Geschichte dieser Folge stammt von Shawn Piller (dem Sohn von Michael Piller) und Antonia Napoli. Sie wurde von Ronald D. Moore so stark überarbeitet, dass Piller und Napoli in den Credits lediglich unter der Formulierung „based upon material by“ („basierend auf Material von“) aufgeführt sind.
Die Idee, dass Wesley die Sternenflotte verlässt, geht auf Moore zurück. Für ihn fühlte es sich falsch an, dass im 24. Jahrhundert jeder den Traum haben muss, zur Sternenflotte zu gehen. Wesley wurde als ein Individuum mit einer außergewöhnlichen Begabung für höhere Mathematik und Physik dargestellt. Dies stand für Moore im Widerspruch zu der relativ klassischen Offizierslaufbahn, die Wesley einschlug. Er wollte Wesley in dieser Folge daher erkennen lassen, dass er lediglich aus Pflichtgefühl gegenüber Picard und seinem verstorbenen Vater einen Sternenflottenkarriere eingeschlagen hat und seine wahre Bestimmung woanders liegt.

### Kamera
In Am Ende der Reise und der unmittelbar folgenden Episode Ritus des Aufsteigens wurde Jonathan West durch Kris Krosskove als bildgestaltender Kameramann (Director of photography) vertreten.

### Darsteller
Wil Wheaton hat hier seinen letzten Auftritt als Wesley Crusher in der Serie Raumschiff Enterprise – Das nächste Jahrhundert. Im Spielfilm Star Trek: Nemesis von 2002 hatte er einen Cameo-Auftritt, der aus der Kinofassung jedoch herausgeschnitten wurde und nur auf der Special-Collector's-Edition-DVD enthalten ist. Erst 2022 war Wheaton in Folge 2.10 (Abschied) von Star Trek: Picard erneut als Wesley Crusher zu sehen. Danach sprach er ihn 2023 in Folge 4.10 (Alte Freunde, neue Planeten) der animierten Serie Star Trek: Lower Decks und 2024 in sieben Folgen von Star Trek: Prodigy.
Eric Menyuk und Doug Wert haben hier ihre letzten von jeweils drei Auftritten als der Reisende und Jack Crusher in Raumschiff Enterprise – Das nächste Jahrhundert.
Ned Romero, Darsteller von Anthwara, hatte zuvor bereits den Klingonen Krell in der Folge Der erste Krieg der Originalserie Raumschiff Enterprise gespielt. Er spielte später noch Chakotays Großvater in Folge 5.19 (Der Fight) von Star Trek: Raumschiff Voyager.
Richard Poe hat hier seinen ersten Auftritt als Gul Evek in der Serie Raumschiff Enterprise – Das nächste Jahrhundert. Er hatte diese Figur zuvor bereits in Folge 2.17 (Der Trill-Kandidat) von Star Trek: Deep Space Nine gespielt und spielte sie später noch in einer weiteren Folge von Raumschiff Enterprise – Das nächste Jahrhundert, zwei weiteren Folgen von Star Trek: Deep Space Nine und im Pilotfilm von Star Trek: Raumschiff Voyager.

### Kulissen
Die Kulissen des Dorfs auf Dorvan V wurden aus Folge 7.16 (Radioaktiv) von Raumschiff Enterprise – Das nächste Jahrhundert wiederverwendet.

## Rezeption
Keith DeCandido bewertete Am Ende der Reise 2013 auf tor.com als eine leicht überdurchschnittliche Folge von Raumschiff Enterprise – Das nächste Jahrhundert, die einen durchaus passenden Abschied für die Figur Wesley Crusher bietet. Er fand allerdings, dass es Wil Wheaton nicht besonders gut gelingt, den charakterlichen Wandel von Wesley darzustellen. DeCandido kritisierte auch die Schauspielleistung von Tom Jackson, der Lakanta als einen klischeehaften „weisen Indianer“ darstellt. Positiv hob DeCandido das Zusammenspiel von Picard mit Nechayev und Anthwara hervor, ebenso die Darstellung von Gul Evek. Interessant fand er auch die Lösung, die am Ende der Folge gefunden wird. Sie sei alles andere als perfekt, aber letztlich das einzige, was in dieser Situation funktioniert.
Joseph Walter führte Am Ende der Reise 2019 auf screenrant.com in einer Liste der 10 schlechtesten Folgen von Raumschiff Enterprise – Das nächste Jahrhundert auf Platz 9.